# Dragon Ball Z : La Revanche de Cooler
 (mai 2024).
Dragon Ball Z : La Revanche de Cooler (ドラゴンボールZ とびっきりの最強対最強, Doragon Bōru Zetto: Tobikkiri no Saikyō tai Saikyō, litt. Dragon Ball Z : L’incroyable plus fort contre le plus fort) est un film d’animation japonais réalisé par Mitsuo Hashimoto, sorti 1991.

## Synopsis
Le film commence sur le moment où Freezer détruit la planète Vegeta, éliminant Bardock et les autres Saiyans. Assistants de loin à la scène, et découvrant qu'un bébé Saiyan a été épargné, Cooler et ses hommes tournent le dos au tyran. Alors que la vie est paisible sur Terre, sur une planète éloignée, Cooler apprend par Sauzer, un de ses hommes de main, que son frère a été vaincu par Son Goku, un des derniers descendants du peuple Saiyan. Il décide de se rendre sur Terre pour le venger. Alors qu'il profite d'un pique-nique avec son fils et ses amis, assommés par Sauzer et ses camarades, le Saiyan réussit à les neutraliser, mais à la vue de Cooler, il le prend pour Freezer. Ce dernier lance des rayons laser sur son fils, sauf qu'il reçoit le coup à sa place, gravement brûlé au dos et ne pouvant plus bouger. Après avoir été retrouvés par Krilin, Oolong et le dragon, cachés sous une montagne, le Terrien envoie Son Gohan aller chercher des senzus à la tour Karine, son père risquant de ne pas survivre à cause de sa blessure. 
Après avoir accompli sa mission, le jeune Saiyan et le dragon sont repérés par les hommes de main de Cooler, mais Piccolo intervient pour sauver son jeune apprenti. Le Namek élimine les coéquipiers de Sauzer, affronte ce dernier, sauf que Cooler se mêle au combat et met l'adversaire de son soldat hors d'état de nuire, le laissant pour mort. Guéri grâce au senzu de son fils, Goku retrouve ses forces et demande à confronter Cooler. Le combat commence entre les deux guerriers, d'abord à l'avantage du Saiyan, jusqu'à ce que le frère de Freezer prenne sa forme finale et renverse la situation en sa faveur. Après la sévère correction qui lui a été infligé, et en repensant à son fils et ses compagnons, Son Goku fait exploser sa colère et se transforme en Super Saiyan. Sa nouvelle puissance lui permet d'affaiblir son adversaire, mais aussi de repousser sa puissante boule d'énergie qui le projette vers le Soleil, ce qui le fait définitivement disparaître. Sauzer est toujours vivant, mais est rapidement éliminé par un Makankosappo de Piccolo.

## Fiche technique
- Titre original : ドラゴンボールZ とびっきりの最強対最強 (Doragon Bōru Zetto: Tobikkiri no Saikyō tai Saikyō)
- Titre français : Dragon Ball Z : La Revanche de Cooler
- Réalisation : Mitsuo Hashimoto
- Scénario : Takao Koyama, adapté du manga Dragon Ball d’Akira Toriyama
- Musique : Shunsuke Kikuchi
- Générique : Finger Eleven
- Producteurs : Chiaki Imada, Rikizô Kayano
- Société de production : Toei Animation
- Pays d’origine :  Japon
- Format : Couleurs
- Genre : Aventure, fantastique
- Durée : 48 minutes
- Date de sortie : 20 juillet 1991

## Distribution
- Toshio Furukawa (VF : Philippe Ariotti) : Piccolo
- Shō Hayami (VF : Éric Legrand) : Sauzer
- Masato Hirano (VF : Philippe Ariotti) : Neizu
- Kōhei Miyauchi (VF : Pierre Trabaud) : Kamé Sennin
- Ichirō Nagai (VF : Francine Lainé) : Maître Karin
- Ryūsei Nakao (VF : Philippe Ariotti) : Freezer
- Ryūsei Nakao (VF : Frédéric Bouraly) : Cooler
- Masako Nozawa (VF : Brigitte Lecordier) : Son Gohan
- Masako Nozawa (VF : Patrick Borg) : Son Goku, Baddack
- Masaharu Satō (VF : Georges Lycan) : Dôre
- Mayumi Tanaka (VF : Francine Lainé) : Krilin
- Mayumi Tanaka (VF : Philippe Ariotti) : Yajirobé
- Naoki Tatsuta (VF : Philippe Ariotti) : Oolong
- Naoki Tatsuta (VF : Pierre Trabaud) : Haiya Dragon
- Naoko Watanabe (VF : Francine Lainé) : Chichi
- Jōji Yanami (VF : Georges Lycan) : Narrateur

## Continuité dans l'histoire
Ce film se situerait durant les trois ans d'entraînement en vue de l'affrontement des cyborgs. Le film ne présente aucune incohérence majeure avec la série, mais il y a cependant quelques anachronismes à noter : Son Gohan a encore sa queue de singe. Son Goku ne semble pas pouvoir utiliser le Super Saiyan à sa guise, même s'il est fort probable que durant cette période il ne se transformait qu'en dernier recours. Vegeta n'est pas intervenu pour sauver Son Goku qui était en difficulté face à Cooler, alors que dans les deux films suivants, Vegeta affirme qu'il ne laissera jamais personne tuer Son Goku, estimant qu'il doit faire un combat singulier contre ce dernier.

## Autour du film
Ce film fut diffusé dans le cadre de la Toeï Anime Fair de juillet 1991.